# Alessandro Gonzaga

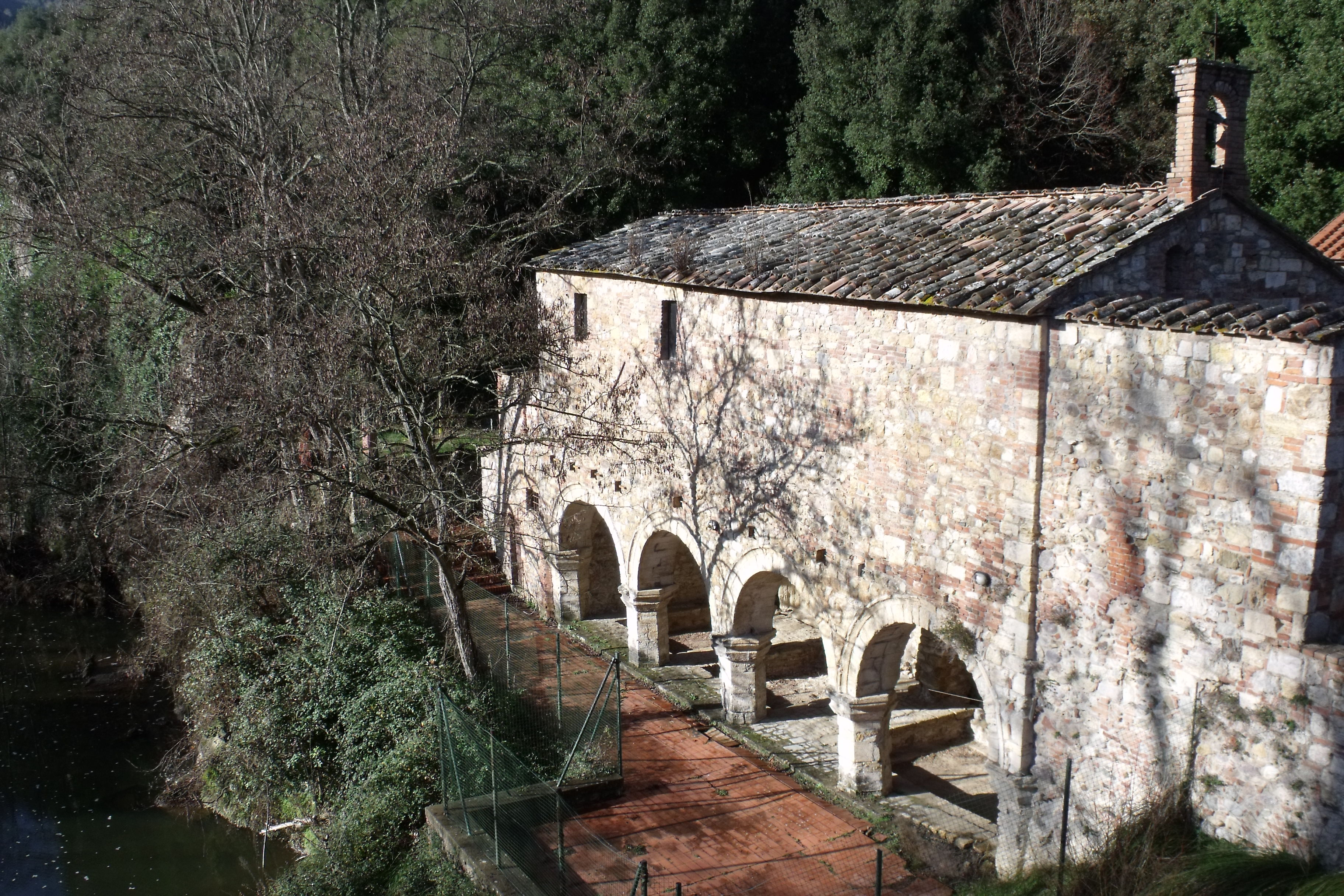
Terme di Petriolo, frequentate da Alessandro Gonzaga, che soffriva di rachitismo

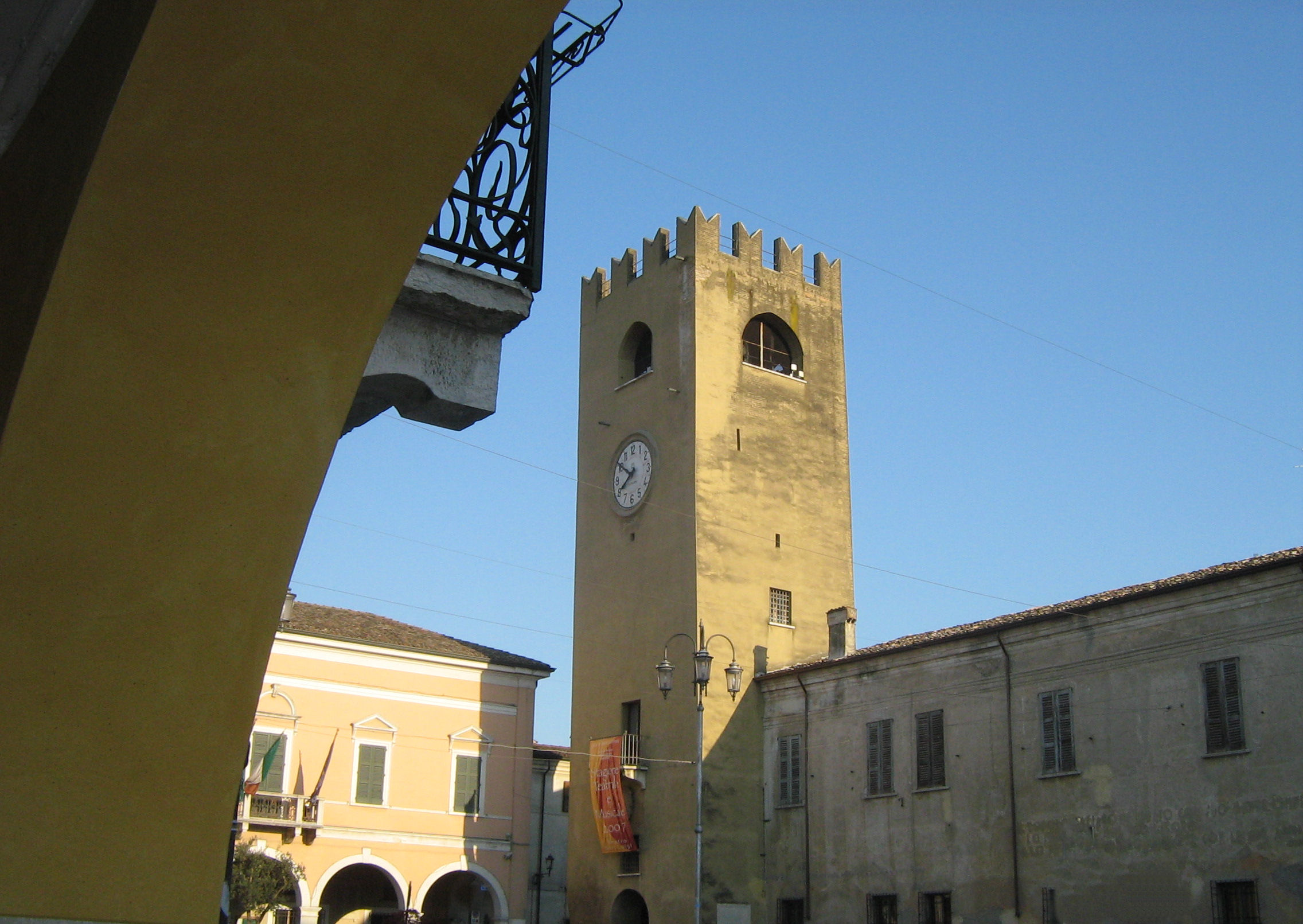
Castel Goffredo, piazza Mazzini e torre civica

Alessandro Gonzaga (Mantova, 26 agosto 1427 – Mantova, 16 gennaio 1466) era il terzo figlio maschio di Gianfrancesco I Gonzaga, I marchese di Mantova, e di Paola Malatesta figlia di Malatesta dei Sonetti, signore di Pesaro.

## Biografia
Fu educato nella "Ca' Zoiosa" di Vittorino da Feltre, costruita dal padre, e ne divenne il discepolo prediletto, facendone un letterato amante del greco e del latino. Fu nominato cavaliere in occasione della visita a Mantova dell'imperatore Sigismondo nel settembre del 1433 quando consegnò le insegne marchionali a suo padre Gianfrancesco Gonzaga, che poté fregiarsi del titolo di I marchese di Mantova.
Era molto religioso e caritatevole verso i suoi simili. Alla morte del padre Gianfrancesco nel 1444, per eredità al marchese Alessandro toccarono le terre di Castel Goffredo assieme a Medole, Castiglione, Ostiano, Canneto, Redondesco, Guidizzolo, Solferino, Volongo, Casalromano e Rocca di Mariana, delle quali terre ottenne l'investitura da Federico III il 21 marzo 1451. Sotto la sua dominazione Castel Goffredo divenne un feudo imperiale autonomo e distinto da quello di Mantova, ma qui non risiedette mai, lasciando il governo della città al vicario. Sotto la sua dominazione, iniziò al completo restauro del castello di Canneto, che si concluse nel 1474, otto anni dopo la sua morte e per opera del fratello Ludovico II, marchese di Mantova.
Il 5 marzo 1445 sposò Agnese (1431-1447), figlia di Guidantonio conte di Urbino e di Caterina Colonna, sorella del cardinale Prospero Colonna, umanista, antiquario e mecenate, nipote di Papa Martino V, dalla quale non ebbe figli. 
Rimasto vedovo, andò pellegrino in Terrasanta e nel 1457, seguendo la vocazione religiosa entrò, nei frati dell'Ordine di Sant'Ambrogio ad Nemus a Milano, per passare poi nel convento di san Nicolò di Mantova.
Di salute cagionevole, morì improvvisamente senza eredi nel gennaio 1466 nel convento di san Nicolò e i suoi possedimenti, ad eccezione dei feudo imperiale di Castel Goffredo, passarono al fratello Ludovico, detto il Turco, marchese di Mantova per il quale aveva sempre avuto una predilezione particolare.

### Gli Statuti Alessandrini
Con decreto del 1º luglio 1457 istituì a Castel Goffredo il mercato settimanale del giovedì e l'annuale fiera di San Luca e nel 1460 rafforzò le mura del castello costruendo il rivellino.
Amico e protettore di letterati, resse con prudenza le terre a lui assegnate per le quali emanò uno Statuto contenente norme amministrative, che dal suo nome si chiamò Alessandrino e che rimase in vigore sino al 1796.

### La Camera Picta
Il suo presunto ritratto dal naso adunco è stato dipinto da Andrea Mantegna tra il 1465 e il 1474 nel celebre affresco della Corte nella Camera degli Sposi, presente nel Castello di San Giorgio di Mantova. Il fratello Alessandro appare sulla sinistra in piedi e conversa con il marchese Ludovico, in procinto di leggere una lettera. Il controverso personaggio raffigurato nel dipinto, secondo altri, potrebbe essere anche Raimondo Lupi di Soragna, oppure il suo segretario, Marsilio Andreasi.

## Ascendenza
|                        |                       |                         | Genitori                |  |  | Nonni |  |  | Bisnonni           |  |  | Trisnonni     |  |
|                        |                       |                         |                         |  |  |       |  |  | Ludovico I Gonzaga |  |  | Guido Gonzaga |  |
|                        |                       |                         |                         |  |  |       |  |  | Ludovico I Gonzaga |  |  | Guido Gonzaga |  |
|                        |                       | Beatrice di Bar         |                         |  |  |       |  |  | Ludovico I Gonzaga |  |  |               |  |
| Francesco I Gonzaga    |                       |                         |                         |  |  |       |  |  | Ludovico I Gonzaga |  |  |               |  |
|                        |                       | Alda d'Este             | Obizzo III d'Este       |  |  |       |  |  |                    |  |  |               |  |
|                        |                       | Alda d'Este             | Obizzo III d'Este       |  |  |       |  |  |                    |  |  |               |  |
|                        |                       | Alda d'Este             | Lippa Ariosti           |  |  |       |  |  |                    |  |  |               |  |
| Gianfrancesco Gonzaga  |                       | Alda d'Este             |                         |  |  |       |  |  |                    |  |  |               |  |
|                        |                       | Galeotto I Malatesta    | Pandolfo I Malatesta    |  |  |       |  |  |                    |  |  |               |  |
|                        |                       | Galeotto I Malatesta    | Pandolfo I Malatesta    |  |  |       |  |  |                    |  |  |               |  |
|                        |                       | Galeotto I Malatesta    | Taddea da Rimini        |  |  |       |  |  |                    |  |  |               |  |
| Margherita Malatesta   |                       | Galeotto I Malatesta    |                         |  |  |       |  |  |                    |  |  |               |  |
|                        |                       | Gentile da Varano       | Rodolfo II da Varano    |  |  |       |  |  |                    |  |  |               |  |
|                        |                       | Gentile da Varano       | Rodolfo II da Varano    |  |  |       |  |  |                    |  |  |               |  |
|                        |                       | Gentile da Varano       | Camilla Chiavelli       |  |  |       |  |  |                    |  |  |               |  |
| Alessandro Gonzaga     |                       | Gentile da Varano       |                         |  |  |       |  |  |                    |  |  |               |  |
|                        | Pandolfo II Malatesta | Malatesta III Malatesta |                         |  |  |       |  |  |                    |  |  |               |  |
|                        | Pandolfo II Malatesta | Malatesta III Malatesta |                         |  |  |       |  |  |                    |  |  |               |  |
|                        | Pandolfo II Malatesta | Costanza Ondedei        |                         |  |  |       |  |  |                    |  |  |               |  |
| Malatesta IV Malatesta | Pandolfo II Malatesta |                         |                         |  |  |       |  |  |                    |  |  |               |  |
|                        |                       | Paola Orsini            | Bertoldo Orsini         |  |  |       |  |  |                    |  |  |               |  |
|                        |                       | Paola Orsini            | Bertoldo Orsini         |  |  |       |  |  |                    |  |  |               |  |
|                        |                       | Paola Orsini            | Jacopa Orsini           |  |  |       |  |  |                    |  |  |               |  |
| Paola Malatesta        |                       | Paola Orsini            |                         |  |  |       |  |  |                    |  |  |               |  |
|                        |                       | Rodolfo II Da Varano    | Berardo II da Varano    |  |  |       |  |  |                    |  |  |               |  |
|                        |                       | Rodolfo II Da Varano    | Berardo II da Varano    |  |  |       |  |  |                    |  |  |               |  |
|                        |                       | Rodolfo II Da Varano    | Bellafiore da Brunforte |  |  |       |  |  |                    |  |  |               |  |
| Elisabetta da Varano   |                       | Rodolfo II Da Varano    |                         |  |  |       |  |  |                    |  |  |               |  |
|                        |                       | Camilla Chiavelli       | Finuccio Chiavelli      |  |  |       |  |  |                    |  |  |               |  |
|                        |                       | Camilla Chiavelli       | Finuccio Chiavelli      |  |  |       |  |  |                    |  |  |               |  |
|                        |                       | Camilla Chiavelli       | …                       |  |  |       |  |  |                    |  |  |               |  |
|                        |                       | Camilla Chiavelli       |                         |  |  |       |  |  |                    |  |  |               |  |